# George Dundas
George Heneage Lawrence Dundas (8. září 1778 Upleatham Hall, Yorkshire, Anglie – 7. října 1834 Upleatham Hall, Yorkshire, Anglie) byl britský admirál. U Royal Navy sloužil od roku 1797 a vynikl účastí v napoleonských válkách. Byl též aktivní v politice jako dlouholetý poslanec Dolní sněmovny a působil v námořní administraci. V roce 1830 dosáhl hodnosti kontradmirála a těsně před smrtí zastával krátce funkci prvního námořního lorda.

## Životopis
Pocházel z významného skotského rodu Dundasů, narodil se do početné rodiny dlouholetého poslance Sira Thomase Dundase (1741–1820) a jeho manželky Charlotte Fitzwilliamové, sestry irského místokrále 4. hraběte Fitzwilliama. Měl třináct sourozenců, byl šestým synem, jeho rodištěm byl dnes již neexistující zámek Upleatham Hall v hrabství Yorkshire. Do královského námořnictva vstoupil v roce 1797, v hodnosti poručíka sloužil ve Středomoří. V roce 1800 pomáhal hasit požár na tehdy největší válečné lodi HMS Queen Charlotte, při jejímž výbuchu zahynula většina posádky. Téhož roku byl povýšen na komodora a v roce 1801 dosáhl hodnosti kapitána.
Po uzavření míru s Francií žil v Anglii a v letech 1802–1806 byl poslancem Dolní sněmovny za stranu whigů (v parlamentu zastupoval město Richmond. Poté znovu aktivně bojoval v napoleonských válkách, zúčastnil se přepravy vojenských jednotek na Pyrenejský poloostrov. V roce 1808 byl pověřen převozem francouzské královské rodiny z Gdaňsku do Anglie a v roce 1809 se zúčastnil neúspěšné expedice do Walcherenu. Později operoval převážně ve Středomoří, na konci napoleonských válek ukončil aktivní službu a v roce 1815 obdržel Řád lázně.
V letech 1818–1820 a 1826–1830 byl znovu poslancem Dolní sněmovny (tentokrát zastupoval volební obvod Orknejských a Shetlandských). V Greyově vládě zastával funkci druhého námořního lorda (1830–1834) a v roce 1830 dosáhl hodnosti kontradmirála. V letech 1831–1832 byl zároveň finančním inspektorem námořnictva. V Melbournově vládě byl v srpnu 1834 jmenován prvním námořním lordem, ale zemřel již o dva měsíce později.

## Rodina
Georgův starší bratr Lawrence Dundas, 1. hrabě ze Zetlandu (1766–1839) byl dlouholetým poslancem Dolní sněmovny a v roce 1838 získal titul hraběte ze Zetlandu. Z jeho potomstva pocházeli v několika generacích významní státníci Lawrence Dundas, 1. markýz ze Zetlandu a Lawrence Dundas, 2. markýz ze Zetlandu. Další z Georgových bratrů Sir Robert Lawrence Dundas (1780–1844) sloužil v armádě a dosáhl hodnosti generála.